# Савельева, Варвара Фёдоровна
Савельева Варвара Фёдоровна (22 июня 1928, Пономаренки, Харьковский округ — 25 июля 2016, Безлюдовка, Харьковская область) — новатор сельскохозяйственного производства, одна из первых в республике перешла на крупногрупповое содержание коров. Герой Социалистического Труда (1966).

## Биография
С 1948 года работала дояркой в совхозе «Безлюдовский» Харьковского района и ежегодно надоивала в среднем более 4000 кг молока от каждой из 100 коров.
Член КПСС с 1957 года. Делегат XXII, XXIV, XXVI съездов КПСС и XXIII съезда Компартии Украины. Член ЦК Компартии Украины (1961—1964).

## Награды
- Медаль «Серп и Молот» (22.03.1966);
- Орден Ленина (22.03.1966);
- Орден Октябрьской Революции (08.04.1971);
- Орден Дружбы народов (14.12.1984);
- Орден «Знак Почёта» (26.02.1958);
- Государственная премия Украинской ССР (1975);
- Почётный гражданин Харьковского района Харьковской области (09.08.2001).

## Память
В 1980-х годах писатель Юрий Герасименко написал о ней две повести: «Ой, видно село» и «Лісове озеро».